# Toussaint Renucci
Toussaint Renucci  (* 1889 in Tallone; † 22. August 1969 in Clermont-Ferrand) war ein französischer Romanist und Italianist.

## Leben und Werk
Renucci, Vater des Romanisten Paul Renucci, bestand 1929 die Agrégation im Fach Italienisch und war Gymnasiallehrer am Lycée Blaise Pascal in Clermont-Ferrand. Er habilitierte sich 1943 mit zwei Thesen über Gabriele Simeoni und wurde Professor für Italienisch an der Universität Clermont-Ferrand (Emeritierung 1960). Renucci war Ritter der Ehrenlegion (1954).

## Werke
- Un Aventurier des lettres au XVIe siècle, Gabriel Syméoni (1509-1570), Paris, Didier, 1943.
- (Hrsg.) Gabriele Symeoni florentin (1509-1570?), Description de la Limagne d'Auvergne. Traduction française par Antoine Chappuys du Dialogo pio e speculativo, Paris, Didier, 1943 (kritisch).